# Зарайское духовное училище
Зарайское духовное училище — начальное учебное заведение Русской православной церкви, существовавшее с 1812 по 1917 годы в городе Зарайске Рязанской губернии.

## История
Было основано в 1812 году по предложению архиепископа Рязанского Феофилакта (Русанова). Выстроен небольшой корпус в пять комнат на территории Зарайского кремля, около Богоявленских ворот.
Первоначально были учреждены только три класса: инфимический (изучение азов латинской грамматики), синтаксический (углубленное изучение латинской грамматики), информаторический (первый низший класс, где обучались чтению, письму, арифметике, катехизис, псалтырь). В 1813 году добавлен четвёртый класс — грамматический (следующий за информаторическим классом).
К 1864 году вместо деревянного было построено каменное здание.
После революции 1917 года училище было закрыто, а здание передано под музей.

## Смотрители
- Петр Смирнов (1812—1825)
- Никита Долгомостьев (1826—1847)
- Михаил Ремезов (25 сентября 1857 — упом. 1873)
- Милованов Иван Михайлович (1878 — упом. 1899)[2]
- Петр Скабовский (25 сентября 1904 — упом. 1914), ст. сов.

## Помощники смотрителя
- Стефан Яхонтов (упом. 1873)
- Соловьев Вл. Семенович (упом. 1890), КДА
- Николай Тацитов (12 сентября 1892 — ?)
- Ветошкин Константин Арс. (упом. 1909), ст. сов.
- Борис (Соколов) (1909 — 6 июня 1911)
- Хондру Василий Степанович (упом. 1914), ст. сов.

## Инспекторы
- Иоанн Авдеевский (1812 −1825), прот.
- протоиерей Никита Стефанович Долгомостьев (1825—1826) (†1872)
- Иоанн Тихомиров (1826—1828), канд.
- Стефан Орестов (1828—1830), канд.
- Михаил Субботин (1830—1836), студ.
- Григорий Покровский (1836—1839)
- Михаил Субботин (1839—1853), свящ.
- Феодор Данков (1854—1858), канд.
- Стефан Яхонтов (1858 — упом. 1868)

## Учителя
- Никита Долгомостьев (1826—1847)
- Стефан Яхонтов (упом. 1868)
- Иоанн Тихомиров (упом. 1868)
- Иоанн Покровский (упом. 1868)
- Федор Дмитревский (ок. 1873)
- Иоанн Волков (упом. 1873)
- Иван Чельцов (упом. 1873)
- Иоанн Добролюбов (упом. 1873 — упом. 1890)
- Александр Лебедев (упом. 1873 — упом. 1890)

## Выпускники
- Архиепископ Иосиф (Богословский)
- Священномученик, иерей Михаил Михайлович Попов (1878—1938)